# اورلئانز وارد
اورلئانز وارد (انگلیسی: Orléans Ward) یا بخش یک یک بخش شهرداری در اتاوا، انتاریو، کانادا است.